# Subwoolfer
I Subwoolfer sono un gruppo musicale norvegese formato nel 2021 da Ben Adams e Gaute Ormåsen.
Hanno rappresentato la Norvegia all'Eurovision Song Contest 2022 con il brano Give That Wolf a Banana.

## Storia
I Subwoolfer si esibiscono indossando un completo nero elegante e una maschera gialla da lupo. Durante il primo anno di carriera il duo non ha rivelato la propria identità, limitandosi a identificarsi come Keith (Adams) e Jim (Ormåsen), oltre a pubblicare una storia secondo cui avrebbero iniziato l'attività musicale 4,5 miliardi di anni fa sulla Luna. Il nome del duo è una parola macedonia composta da subwoofer, un tipo di altoparlante, e da wolf, lupo. Assieme ad essi inoltre si esibisce un terzo membro, DJ Astronaut, anch'egli con fattezze celate, poiché travestito con tuta e casco da astronauta, attorno alla cui identità sono circolate varie ipotesi e diverse illazioni.
Il 10 gennaio 2022 è stato reso noto che l'emittente NRK ha selezionato il duo fra i venti partecipanti all'imminente edizione dell'annuale Melodi Grand Prix, rassegna canora utilizzata per selezionare il rappresentante norvegese all'Eurovision Song Contest. Con il loro inedito Give That Wolf a Banana si sono qualificati direttamente per la finale del successivo 19 febbraio, dove hanno superato le tre fasi di votazione fino a venire incoronati vincitori dal pubblico, diventando di diritto i rappresentanti eurovisivi norvegesi a Torino. All'indomani della loro vittoria, il singolo ha raggiunto la quarta posizione della VG-lista. Poco tempo dopo, in occasione della festa di san Valentino, il gruppo ha reso disponibile una nuova versione del brano dal titolo Give That Wolf a Romantic Banana. Nel maggio successivo, dopo essersi qualificati dalla prima semifinale, i Subwoolfer si sono esibiti nella finale eurovisiva, classificandosi al decimo posto con 182 punti totalizzati. Durante la loro permanenza a Torino hanno realizzato tre video, intitolati Turin, Dragma e Space Kelly, quest'ultimo un omaggio ironico a Grace Kelly di Mika, copresentatore della manifestazione.
Nell'estate 2022 i Subwoolfer hanno pubblicato il loro secondo singolo Melocoton (The Donka Donk Song) insieme al relativo video, poi a ottobre è stata la volta di Howling, con la partecipazione vocale di Luna Ferrari, mentre verso la fine di novembre hanno lanciato il loro singolo natalizio Having Grandma Here for Christmas.
Il 4 febbraio 2023 è uscito il singolo Worst Kept Secret, presentato dal vivo all'interno di un medley con Give That Wolf a Banana nello stesso giorno durante il Melodi Grand Prix 2023. Durante l'esibizione il duo ha pubblicamente rivelato la propria identità. Il 3 marzo seguente, attraverso la pubblicazione del documentario Worst Kept Secret: The Subwoolfer Documentary, è emerso che DJ Astronaut veniva interpretato da Ormåsen mentre una controfigura lo sostituiva nei panni di Jim. Durante l'estate di quell'anno sono stati pubblicati altri due singoli, We Wrote a Book (distribuito con il fine di promuovere l'uscita di un loro libro illustrato) e Coco Pops insieme ai Subkids (duo con fattezze dei Subwoolfer ma con corpi da bambini). Nel Dicembre 2023 hanno rilasciato il loro secondo singolo natalizio intitolato I Think I Killed Rudolph assieme agli A1.

## Formazione
- Ben Adams – voce
- Gaute Ormåsen – voce

## Discografia

### Singoli
- 2022 – Give That Wolf a Banana
- 2022 – Melocoton (The Donka Donk Song)
- 2022 – Howling (con Luna Ferrari)
- 2022 – Having Grandma Here for Christmas
- 2023 – Worst Kept Secret
- 2023 – We Wrote a Book
- 2023 – Coco Pops (con i Subkids)
- 2023 – I Think I Killed Rudolph (con gli a1)